# 삼천리자전거
삼천리자전거 주식회사(三千里自轉車 株式會社, 영어: Samchuly Bicycle Co., Ltd.)는 대한민국 최초의 자전거 회사다. 1944년 12월 기아자동차 설립자 김철호가 서울 영등포에 경성정공(주)라는 이름의 회사를 설립해서, 1952년 기아산업으로 이름을 바꾸었고 이후 삼천리자전거를 개업해서 자전거를 만들기 시작하였다.

## 역사
- 1944년 삼천리자전거 전신인 경성정공으로 창업
- 1952년 대한민국 첫 국산자전거 3000리호 출시
- 1968년 자전거 최초 KS마크 획득
- 1979년 기아산업 자전거 부문이 분사하여 삼천리자공(주)로 출범하였다.
- 1982년 국산자전거 골드원 뉴델리 아시안게임 금메달 수상
- 1984년 삼천리자공(주)에서 삼천리자전거주식회사로 변경되었다
- 1984년 유아용자전거 패트롤, 성인용자전거 버팔로 출시
- 1985년 기아그룹에서 분리·독립
- 1987년 국내 최초 자전거 연간 생산 100만대 돌파, 1천만불 수출의 탑 수상
- 1991년 기존의 '3000리호' 브랜드를 대체하는 자사 브랜드 '레스포'를 시판했다.
- 1991년 레스포는 제1회 SBS 광고대상 산업정밀기기부문 수상작 수상하였다.
- 1996년 스포츠 자전거 브랜드 블랙캣,아팔란치아,첼로 론칭 및 출시
- 2005년 삼천리자전거 옥천공장 폐쇄
- 2007년 국내 최초 자전거 연간 판매 100만대 돌파
- 2008년 삼천리자전거 여행사업부 참좋은여행 편입
- 2008년 자전거제조업체 첼로스포츠 인수 합병
- 2009년 이명박 대통령의 자전거 육성 정책 발표에 따라 경기도 의왕시에 새로운 자전거 공장 건설을 추진[1],주소지는 경기도 의왕시 오전동 150-10.
- 2010년 삼천리자전거 의왕공장 준공, 첫 국산 전기자전거 그리니티 출시
- 2011년 컬러 커스텀 바이크 '메트로' 출시
- 2013년 다기능 세발 자전거 '샘트라이크' 출시
- 2018년 O2O 서비스 제공, 공식몰 '삼바몰(삼천리 바이크 몰)' 오픈
- 2020년 전기자전거/전동킥보드/전동스쿠터 등 퍼스널모빌리티 영역으로 제품 라인업 확장

## 브랜드
- 팬텀(Phantom): 전기자전거 전문 브랜드. 2010년 국내 첫 전기자전거 출시 이후, 2019년 본격적으로 라인업이 확장되었다. 현재는 20여종의 다양한 전기자전거를 생산하여 폭넓은 선택지를 제공하고 있다. 안전하고 AS가 쉬워 인기 있는 브랜드
- 아팔란치아(Appalanchia): 스포츠 사이클링 브랜드. 국민MTB '칼라스' 시리즈 국민로드 'XRS' 시리즈를 만듬. 취미용으로 본격적인 라이딩을 시작하는 입문자들에게 인기 있는 자전거 브랜드
- 레스포(Lespo): 1991년 만들어진 생활자전거 브랜드. 레저(Leisure)와 스포츠(Sports)의 합성어이다.
- 첼로(Cello): 퍼포먼스 자전거라고 불리는 선수들을 위한 경기용 자전거 브랜드. 삼천리자전거 브랜드와 분리하여 별도로 운영된다. 고가의 카본 제품 위주 라인업 구성
- 하운드(Hound): 젊은 층을 대상으로 한 인터넷 판매용 브랜드
- 넥스트(Next): 보급형 생활자전거 2013년에 단종되었다. 현재 레스포로 통합.[2]
- 메트로(Metro): 하이브리드 모델. 프레임, 휠, 핸들 등 다양한 개인 커스텀이 가능한 브랜드
- 앙드레 김(Andre Kim): 디자이너 앙드레 김이 삼천리자전거와 협업하여 디자인한 자전거이다. 프랑스의 루이비통 자전거, 샤넬 자전거와 같은 패션 자전거의 일종으로 대한민국 디자이너가 처음으로 디자인한 패션 콜레보레이션 상품이다. 자전거 프레임에는 나무의 줄기, 꽃, 용 무늬 등 앙드레 김이 의상에 애용하는 자연적인 모티브가 그려져 있다. 아동용, 여성용, 미니벨로, MTB 등의 제품들이 출시되었다.[3]

## 광고 모델 현황
- 신양균 - 1981년 ~ 1982년
- 손지창 - 1990년 ~ 1993년
- 서태지와 아이들 - 1994년 ~ 1996년
- 핑클 - 1998년 ~ 2000년
- 한효주 - 2011년
- 유아인 - 2012년
- 김영광 - 2014년 ~ 2015년
- 류준열 - 2016년 ~ 2017년
- 강소라 - 2018년
- 조보아 - 2019년

## 사업장 현황
- 본사: 서울특별시 강남구 테헤란로 445 (삼성동,본솔빌딩)
- 의왕공장: 경기도 의왕시 고래들길 57 (오전동 150-10)

## 같이 보기
- 기아
- 자전거